# 尚皮尼 (约讷省)
尚皮尼（法語：Champigny，法語發音：[ʃɑ̃piɲi]）是法国勃艮第-弗朗什-孔泰大区约讷省的一个市镇，属于桑斯区。

## 地理
尚皮尼（48°19'10"N, 3°7'39"E）面积21.28 平方千米，位于法国勃艮第-弗朗什-孔泰大區约讷省，该省份为法国中北部内陆省份，西接卢瓦雷省，西北接塞纳-马恩省，南至涅夫勒省，东临科多尔省，东北与奥布省接壤。
与尚皮尼接壤的市镇（或旧市镇、城区）包括：维讷夫、肖蒙、约讷河畔库尔隆、利克西、维勒马诺什、维勒蒂耶里。

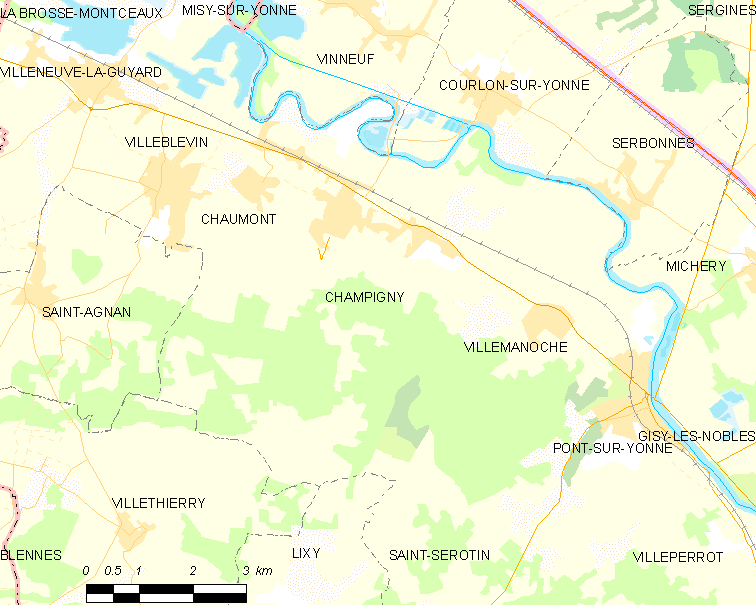
的OSM定位图

尚皮尼的时区为UTC+01:00、UTC+02:00（夏令时）。

## 行政
尚皮尼的邮政编码为89340，INSEE市镇编码为89074。

## 政治
尚皮尼所属的省级选区为约讷河桥村县。

## 人口

1962-2008年间人口变化图示

尚皮尼于2022年1月1日时的人口数量为2127人。